# Richard R. Hoover
Richard R. Hoover (geb. um 1957) ist ein mit dem Oscar prämierter Filmtechniker, der sich auf visuelle Effekte spezialisiert hat.

## Leben
Hoover erhielt erste Anerkennung für den Film Armageddon – Das jüngste Gericht, der bei den Satellite Awards und den Oscars für beste visuelle Effekte nominiert wurde. Es folgten Filme wie Unbreakable – Unzerbrechlich, Seabiscuit – Mit dem Willen zum Erfolg und Superman Returns, der ihm mit seinen Kollegen Mark Stetson, Neil Corbould und Jon Thum 2007 erneut eine Oscar-Nominierung einbrachte. Nach weiteren Filme, für die er die visuellen Effekte animiert hat, wie 2011 der 3D-Film Die Schlümpfe, 2017 Die Schöne und das Biest, folgte der bislang größte Erfolg mit dem ebenfalls 2017 erschienenen Blade Runner 2049, der ihm – gemeinsam mit Paul Lambert, Gerd Nefzer und John Nelson – Auszeichnungen mit dem Oscar, dem BAFTA und dem Satellite Award einbrachte.

## Filmografie (Auswahl)
- 1992: Freejack – Geisel der Zukunft (Freejack)
- 1997: Aus dem Dschungel, in den Dschungel (Jungle 2 Jungle)
- 1998: Armageddon – Das jüngste Gericht (Armageddon)
- 1999: Inspektor Gadget (Inspector Gadget)
- 2000: Unbreakable – Unzerbrechlich (Unbreakable)
- 2002: Die Herrschaft des Feuers (Reign of Fire)
- 2003: Die Legende von Darkness Falls (Darkness Falls)
- 2003: Seabiscuit – Mit dem Willen zum Erfolg (Seabiscuit)
- 2004: Anchorman – Die Legende von Ron Burgundy (Anchorman: The Legend of Ron Burgundy)
- 2005: Verflucht (Cursed)
- 2006: Superman Returns
- 2007: Blade Runner (Final Cut Version)
- 2008: Operation Walküre – Das Stauffenberg-Attentat (Valkyrie)
- 2010: Cats & Dogs: Die Rache der Kitty Kahlohr (Cats & Dogs: The Revenge of Kitty Galore)
- 2011: Die Schlümpfe (The Smurfs)
- 2013: Die Schlümpfe 2 (The Smurfs 2)
- 2017: Die Schöne und das Biest (Beauty and the Beast)
- 2017: Blade Runner 2049
- 2019: Dumbo
- 2019: 6 Underground

## Auszeichnungen
- 1998: Satellite Award: Nominierung in der Kategorie Beste visuelle Effekte für Armageddon – Das jüngste Gericht
- 1999: Oscar: Nominierung in der Kategorie Beste visuelle Effekte für Armageddon – Das jüngste Gericht
- 2007: Oscar: Nominierung in der Kategorie Beste visuelle Effekte für Superman Returns
- 2017: Satellite Award: Auszeichnung in der Kategorie Beste visuelle Effekte für Blade Runner 2049
- 2018: British Academy Film Award: Auszeichnung in der Kategorie Beste visuelle Effekte für Blade Runner 2049
- 2018: Oscar: Auszeichnung in der Kategorie Beste visuelle Effekte für Blade Runner 2049